# Янн, Ханс Хенни
Ханс Хе́нни Янн (нем. Hans Henny Jahnn; 17 декабря 1894, Штеллинген — 29 ноября 1959, Гамбург) — немецкий прозаик, драматург и эссеист, литературный критик, теоретик искусства, специалист в области музыки, органный мастер.

## Биография

### Ранние годы
Ханс Хенни Янн родился 17 декабря 1894 года в семье корабельного плотника Густава Вильяма Яна (1855—1935) и Элизы Марии Шарлотты (1855—1920). В детстве отождествлял себя со своим умершим братом Густавом Робертом Яном (1891—1893).
В 1904—1911 годах учился в реальном училище в Санкт-Паули, Гамбург. В 1911 году поступил в высшее реальное училище «Ам Кайзер-Фридрих-Уфер», где познакомился с Готлибом Хармсом (1893—1931). В том же году начал работу над своими первыми литературными произведениями — драмой «Революция. Чувства и поступки» и фрагментом романа «Иисус Христос».
В апреле 1913 года попал в кораблекрушение по дороге на остров Амрум, Северная Фризия, что произвело на него сильное впечатление. В июле того же года Янн и Хармс заключили символический брак — «мистическую свадьбу», после чего попытались сбежать на Амрум, но их вернули домой. Затем Янн познакомился с торговцем Лоренцем Юргенсеном (1879-?), который пообещал ему помочь с публикацией пьес.
В марте 1914 года Янн и Хармс повторили попытку побега: во время путешествия по северу Германии изучали местные церкви и органы, но внезапно заболевший тифом Янн вынужден был вернуться домой. В августе того же года окончил училище.
В августе 1915 года Янн получил повестку в армию, после чего вместе с Хармсом наконец сбежал в Эурланн, Норвегия. Янн и Хармс жили на средства Юргенсена и своих родителей и были вынуждены постоянно менять места жительства, опасаясь агентов немецкой призывной комиссии.

### «Религиозная община Угрино»
В 1918 году, после окончания Первой мировой войны, Янн и Хармс вернулись в Германию и поселились в деревне Экель, Люнебургская пустошь, в загородном доме Юргенсена. Там Янн познакомился с Элинор Филипс (1893—1970), дочерью гамбургского филолога и писателя Карло Филипса.
В сентябре 1920 года официально вышел из протестантской общины и вместе с Хармсом и скульптором Францем Бузе (1900—1971) основал «Религиозную общину Угрино», целью общины является строительство «новой жизни» в послевоенной Германии.
В 1921 году Янн и Хармс основали музыкальное издательство «Угрино». В 1922 году Янн познакомился с органистом, дирижёром и композитором Гюнтером Рамином. В 1923 году Янн и Хармс занимались реставрацией органа в церкви святого Якоба, после чего Рамин открыл на нём серию концертов.
В 1926 году Янн женился на Элинор Филипс. Они, а также Хармс и его невеста Мона Филипс, сводная сестра Элинор, переезжают в Гамбург, в дом матери Элинор.
В 1929 году родилась дочь Янна Зинге (1929—2017). В 1930 году Янн с семьей переехал в собственный дом.
В 1931—1933 годах занимал государственную должность главного специалиста по органам города Гамбурга.
В 1933 году Янн с семьёй переехал в Цюрих, Швейцария. В 1934 году купил ферму Бондегаард на датском острове Борнхольм. Затем познакомился с Юдит Караш (1912—1977) и влюбился в неё. В 1935—1940 годах Караш жила вместе с семьёй Янна.
В 1935 году Янн распустил «Религиозную общину Угрино».

### Поздние годы
В 1936—1939 годах жил между Данией, Швейцарией и Германией. В 1940 году, после того, как Мона Хармс с сыном переехали в Швейцарию, Янн был вынужден сдать ферму в аренду и поселиться недалеко от неё, в поселке Гранли. В 1946 году Янн был вынужден продать ферму. В том же году Янн впервые после Второй мировой войны на несколько недель приехал в Германию, где познакомился с сыном своих знакомых Юнгве Яном Треде (1933-?).
В 1946 год в Мюхене без участия Янна основали «Союз возрождения Угрино».
В 1949 году по просьбе Альфреда Дёблина Янн принял участие в учреждении Немецкой академии науки и искусств в Майнце и стал руководителем секции литературы.
В 1950 году Янн вернулся из Дании в Германию и усыновил Треде, который переехал к нему в Гамбург. В том же году была основана Гамбургская свободная академия искусств, президентом которой избрали Янна. В 1951 году Янна избрали генеральным секретарем немецкого ПЕН-клуба.
В 1951 году путешествовал по Франции. В Париже тяжело заболел, врачи диагностировали у него коронарную недостаточность.
В 1955 году Янн стал членом-корреспондентом Берлинской свободной академии искусств.
В 1956 году принял участие в Международном слёте писателей в СССР.
29 ноября 1959 года, после тяжёлого сердечного приступа, Ханс Хенни Янн скончался и 2 декабря был похоронен на кладбище Нинштедтене в Гамбурге рядом с Готтлибом Хармсом.

### Проза
- 1911 — фрагмент романа «Иисус Христос» («Jesus Christus»).
- 1915—1917 — роман «Угрино и Инграбания» («Ugrino und Ingrabanien»)
- 1927 — сказка «Полярная звезда и тигрица» («Polarstern und Tigerin»).
- 1929 — роман «Перрудья» («Perrudja»). Тот же год — публикация.
- 1933 — рассказ «Украденные кони» («Die gestohlene Pferde»).
- 1933 — роман «Перрудья 2» («Perrudja 2»).
- 1935 — роман «Деревянный корабль» («Das Holzschiff»).
- 1942—1944 — роман «Река без берегов» («Flufi ohne Ufer»). 1949—1950 — публикация.
- 1945 — «Эпилог» романа «Река без берегов» («Epilog»).
- 1951 — роман «Это настигнет каждого» («Jeden ereilt es»). 1956 — публикация.
- 1952 — новелла «Свинцовая ночь» («Nacht aus Blei»). 1956 — публикация.

### Драматургия
- 1911 — драма «Революция. Чувства и поступки» («Revolution. Empfindungen und Handlungen»).
- 1913 — пьеса «Ханс Генрих» («Hans Heinrich»).
- 1913—1914 — комедия «Ты и я» («Du und ich»).
- 1914 — мистерия «Смерть и любовь» («Der Tod und die Liebe»).
- 1915—1917 — драма «Коронация Ричарда III» («Kronung Richards III»).
- 1915—1917 — драма «Пастор Эфраим Магнус» («Pastor Ephraim Magnus»). 1919 — публикация, издательство «S. Fischer».
- 1921 — драма «Врач, его жена, его сын» («Der Artz / sein Weib / sein Sohn»). 1922 — публикация, издательство «Угрино».
- 1924 — драма «Украденный Бог» («Der gestohlene Gott»).
- 1925 — трагикомедия «Медея» («Medea»). 1926 — публикация.
- 1930 — «Новый Любекский танец Смерти» («Neue Liibecker Todes-tanz»).
- 1933 — драма «Бедность, богатство, человек и зверь» («Armut, Reichtum, Mensch und Tier»). 1947 — публикация, издательство Вилли Вайсмана.
- 1948 — драма «След темного ангела» («Spur des dunklen Engels»). 1951 — публикация.
- 1955 — пьеса «Томас Чаттертон» («Thomas Chatterton»).
- 1959 — пьеса «Руины совести» («Die Triimmer des Gewissens»). 1961 — публикация.

### Переводы
- 1941 — «Сын короля Секеев» Арона Тамаши (совместно с Юдит Караш). Тот же год — публикация, издательство «Пайне».

## Признание

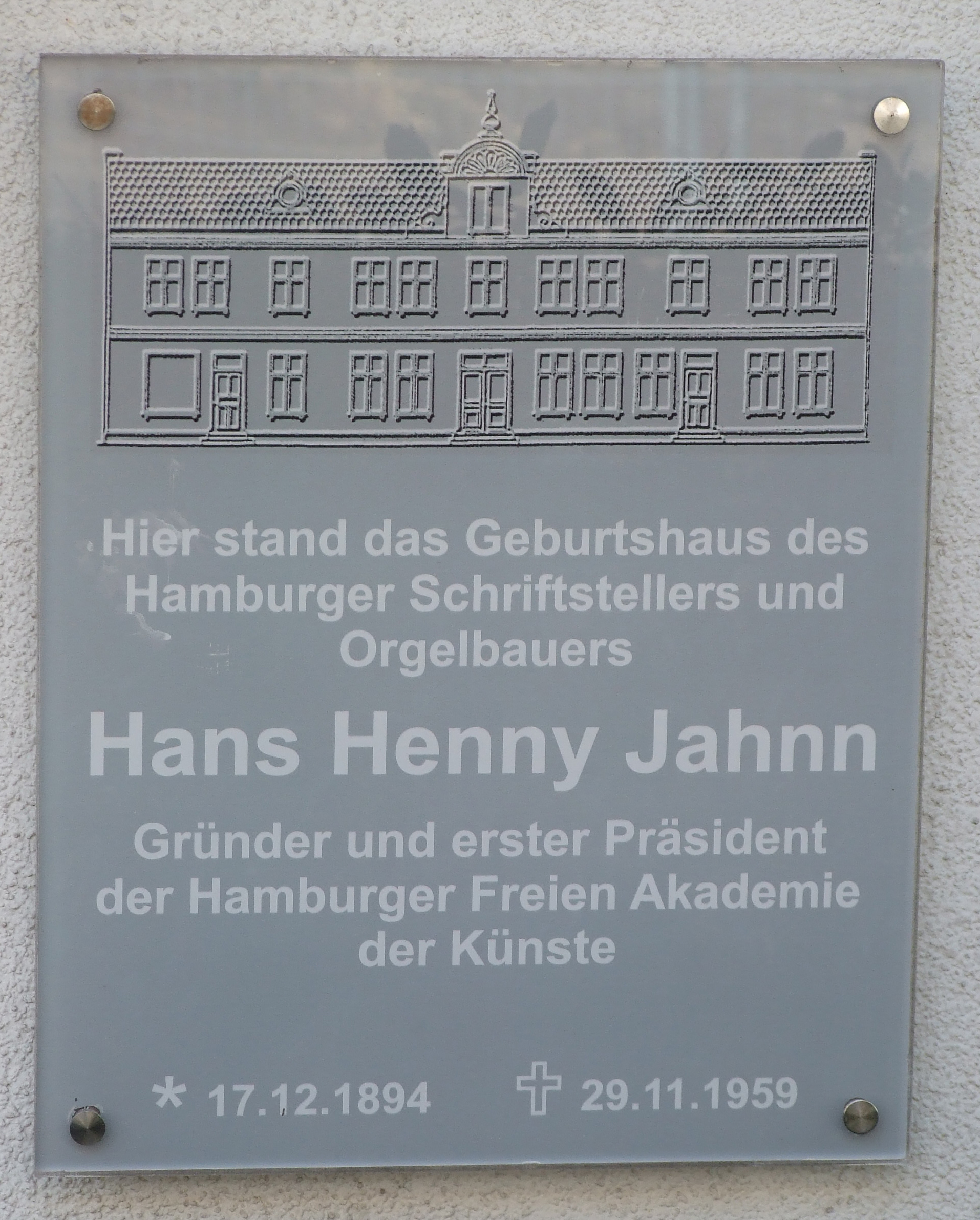
Памятная доска на месте дома, где родился Ханс Хенни Янн

- 1920 — Литературная премия Генриха Клейста за пьесу «Пастор».
- 1956 — Литературная премия Лессинга «за вклад в немецкую культуру».

## Публикации на русском языке

### Проза

#### Романы
- Янн Х. Х. Это настигнет каждого / пер. Т. А. Баскаковой. — Тверь: Kolonna Publications; Митин журнал, 2010. — 400 с. — 800 экз. — ISBN 978-5-98144-130-1.
- Янн Х. Х. «Угрино и Инграбания» и другие ранние тексты / пер. Т. А. Баскаковой. — Тверь: Kolonna Publications; Митин журнал, 2012. — 475 с. — 500 экз. — ISBN 978-5-98144-152-3.
- Янн Х. Х. Река без берегов. Часть первая. Деревянный корабль / пер., авт. коммент. и послеслов. Т. А. Баскакова. — Санкт-Петербург: Издательство Ивана Лимбаха, 2013. — 512 с. — 2000 экз. — ISBN 978-5-89059-197-5.
- Янн Х. Х. Река без берегов. Часть вторая. Свидетельство Густава Аниаса Хорна. Книга первая / пер. Т. А. Баскаковой. — Санкт-Петербург: Издательство Ивана Лимбаха, 2014. — 904 с. — 2000 экз. — ISBN 978-5-89059-204-0.
- Янн Х. Х. Река без берегов. Часть вторая. Свидетельство Густава Аниаса Хорна. Книга вторая / пер. Т. А. Баскаковой. — Санкт-Петербург, 2015. — 928 с. — 2000 экз. — ISBN 978-5-89059-231-6.

#### Фрагменты, повести
- Янн Х. Х. Деревянный корабль. Фрагменты книги // Иностранная литература  / пер. Т. А. Баскаковой. — 2003. — № 9. — С. 134—143.
- Янн Х. Х. Циркуль. Глава романа «Перрудья» // Митин журнал  / пер. Т. А. Баскаковой. — 2010. — № 64. — С. 164—209.
- Янн Х. Х. Прозрачная стена. Фрагмент романа «Перрудья» // Митин журнал  / пер. и авт. послеслов. Т. А. Баскакова. — 2014. — № 67. — С. 245—256.
- Янн Х. Х. Едоки варенья // Носорог  / пер. и авт. послеслов. Т. А. Баскакова. — 2016. — № 4. — С. 7—44.

### Драматургия
- Янн Х. Х. Томас Чаттертон. Драмы / пер. Т. А. Баскаковой. — Тверь: Kolonna Publications; Митин журнал, 2013. — 176 с. — 500 экз. — ISBN 978-5-98144-171-4.